# Ignacio Cueto
Ignacio Javier Cueto Plaza (Santiago, 12 de enero de 1964) es un ingeniero comercial y empresario chileno, gerente general de LATAM Airlines y miembro de la familia controladora de LATAM Airlines Group.

## Biografía
Es hijo de Juan Cueto Sierra y de Sonia Plaza. Nieto paterno de un político español que murió fusilado defendiendo a la Segunda República en la Guerra Civil, es el cuarto de cinco hermanos.
Estudió en el Saint George's College y luego ingeniería comercial en la Universidad Gabriela Mistral, ambas entidades de la capital.
Casado con Paula Délano, tiene cinco hijos que estudian o estudiaron en el Colegio Everest.

## Carrera empresarial
Inmediatamente después de salir de la universidad, en 1985, ingresó a Fast Air, la empresa familiar de carga aérea. A raíz de ello se trasladó a vivir a Miami, Estados Unidos, base de operaciones de la firma.
En 1994, cuando su familia y el empresario Sebastián Piñera decidieron comprar la entonces LAN Chile, asumió la filial LAN Cargo en Miami. En 1999 regresó a Chile y se instaló en la gerencia general de pasajeros. A fines de 2005 dejó este cargo pasa asumir la gerencia general en la matriz, teniendo bajo su responsabilidad las áreas de pasajeros y de carga.
En 2010 fue uno de los principales gestores del acuerdo para unir operaciones con la brasileña TAM Líneas Aéreas,negocio que se materializó a mediados de 2012 y que dio origen a LATAM Airlines Group.El 18 de enero de 2018 ofició de testigo del matrimonio de 2 miembros de la tripulación del vuelo que transportaba al papa Francisco desde Santiago a Iquique como parte de su visita oficial, siendo este el primer matrimonio realizado por un pontífice a bordo de un avión.